# Xã đặc quyền Texas, Michigan
Xã Texas (tiếng Anh: Texas Township) là một xã thuộc quận Kalamazoo, tiểu bang Michigan, Hoa Kỳ. Năm 2010, dân số của xã này là 14.697 người.